# Pat Byrne (Sänger)
Pat Byrne (* 1991) ist ein irischer Popsänger.
Er gewann 2012 die erste Staffel der Castingshow The Voice of Ireland, die im Programm von RTÉ One ausgestrahlt wurde.
Sein Debütalbum erreichte Platz 10 der irischen Charts.

## Diskografie

### Alben
- 2012: All Or Nothing

### Singles
- 2012: What A Wonderful World
- 2012: End Of The World
- 2013: All Or Nothing